# Arcidiocesi di Chicago

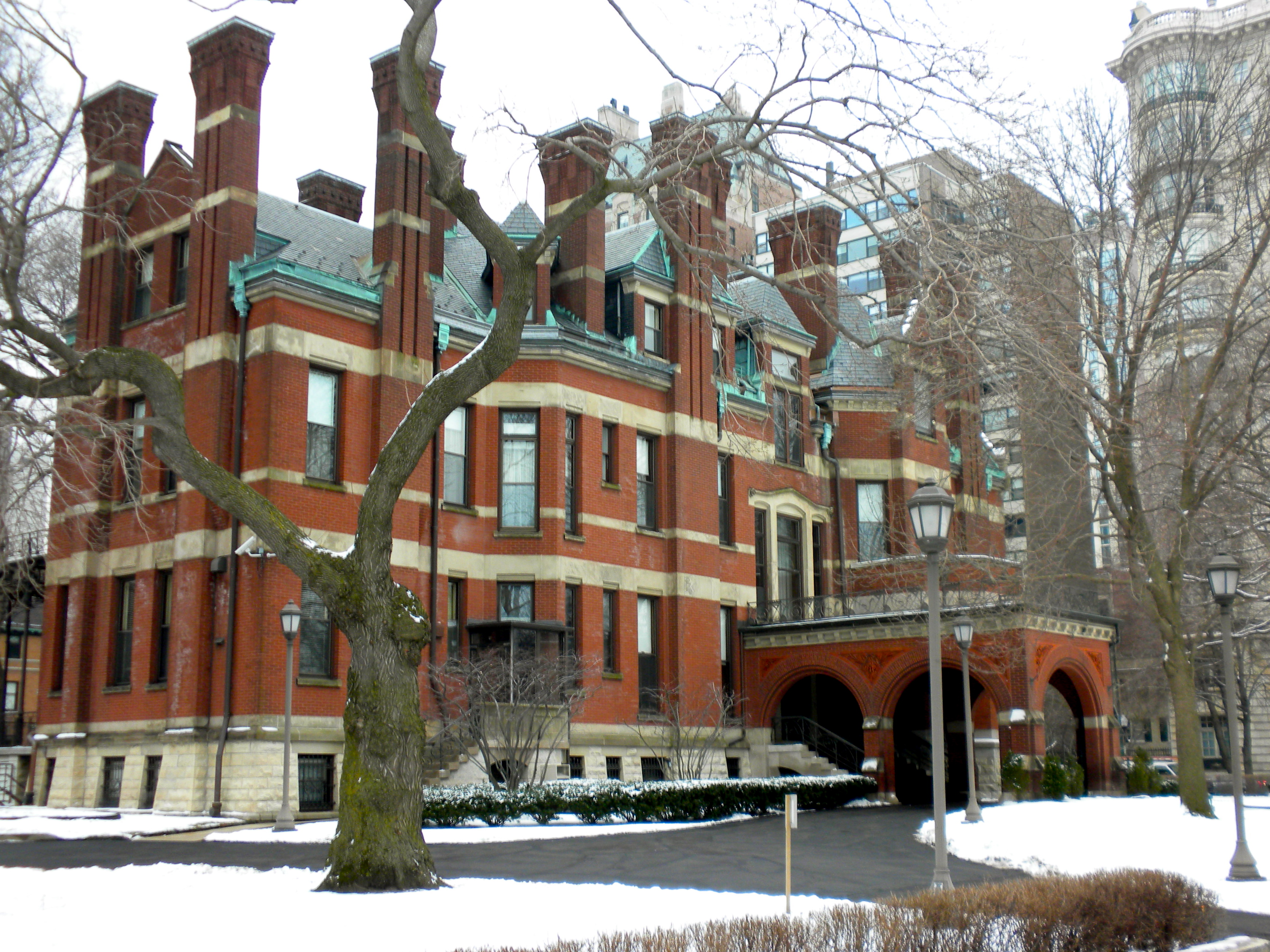
La residenza degli arcivescovi di Chicago.

L'arcidiocesi di Chicago (in latino Archidioecesis Chicagiensis) è una sede metropolitana della Chiesa cattolica negli Stati Uniti d'America. Nel 2023 contava 2.093.000 battezzati su 5.980.000 abitanti. È retta dall'arcivescovo cardinale Blase Joseph Cupich.

## Territorio
L'arcidiocesi comprende le contee di Cook e Lake nello Stato statunitense dell'Illinois.
Sede arcivescovile è la città di Chicago, dove si trovano la cattedrale del Santo Nome di Gesù (Holy Name Cathedral) e le basiliche minori del santuario della Madonna Addolorata (Our Lady of Sorrows), di San Giacinto (Basilica of St. Hyacinth) e della Regina di Tutti i Santi (Basilica of Queen of All Saints).
Il territorio si estende su 3 654 km² ed è suddiviso in 221 parrocchie, raggruppate in 6 vicariati e 31 decanati.

### Provincia ecclesiastica
La provincia ecclesiastica di Chicago, istituita nel 1880, si estende sull'intero stato dell'Illinois e comprende le seguenti suffraganee:
- diocesi di Belleville,
- diocesi di Joliet,
- diocesi di Peoria,
- diocesi di Rockford,
- diocesi di Springfield in Illinois.

## Storia
Il primo missionario a giungere nell'area dove oggi sorge Chicago fu il gesuita francese Jacques Marquette, che il 4 dicembre 1674 esplorò le foci del fiume Chicago, rimanendovi per alcuni mesi. Il luogo dove dimorò divenne il primo insediamento della futura città. Ben presto, con l'immigrazione, si formò anche una missione cattolica, guidata dai gesuiti; ma fu solo nel XIX secolo, che la missione si dette una propria organizzazione, con l'arrivo dei primi sacerdoti residenti, tra cui John Mary Irenaeus Saint Cyr, che costruì la prima chiesa cattolica, consacrata nel mese di ottobre del 1833. L'anno seguente il vescovo di Vincennes (oggi arcidiocesi di Indianapolis), Simon Bruté, visitò la missione trovandovi una comunità cattolica di 400 persone.
Il concilio provinciale di Baltimora del 1843 chiese alla Santa Sede che fossero erette le diocesi di Chicago, di Milwaukee, di Hartford e di Little Rock. La diocesi di Chicago fu canonicamente eretta il 28 novembre 1843 con il breve In suprema di papa Gregorio XVI,, ricavandone il territorio dalle diocesi di Saint Louis (oggi arcidiocesi) e di Vincennes. In origine comprendeva l'intero stato dell'Illinois.
Il 29 luglio 1853 e il 12 febbraio 1875 cedette porzioni del suo territorio a vantaggio dell'erezione rispettivamente delle diocesi di Quincy (oggi diocesi di Springfield in Illinois) e di Peoria.
Il 10 settembre 1880 è stata elevata al rango di arcidiocesi metropolitana in forza del breve Postquam venerabilem di papa Leone XIII. Contestualmente cedette una porzione di territorio, comprensiva delle contee di Bureau, LaSalle, Putnam, Henry e Rock Island, alla diocesi di Peoria.
Il 27 settembre 1908 e l'11 dicembre 1948 ha ceduto altre porzioni del suo territorio a vantaggio dell'erezione rispettivamente delle diocesi di Rockford e di Joliet.
Nell'agosto del 2008 l'arcidiocesi ha patteggiato, impegnandosi a versare altri 12,6 milioni di dollari in risarcimento delle vittime degli abusi sessuali commessi da parte di 10 propri sacerdoti a 15 vittime. L'arcidiocesi ha già versato 65 milioni di dollari di risarcimento per 250 casi di pedofilia commessi da sacerdoti. Sono ancora in corso i giudizi per altri 20 casi simili.
Nel novembre del 2011 l'arcidiocesi ha annunciato di pagare 3,2 milioni di dollari a una delle presunte vittime del sacerdote Daniel McCormack, già condannato più volte per abusi sessuali; la vittima, che all'epoca dei fatti era pre-adolescente, aveva accusato i responsabili dell'arcidiocesi di non aver rimosso McCormack dal suo incarico sebbene fossero a conoscenza del fatto che molestasse bambini.

## Cronotassi dei vescovi
Si omettono i periodi di sede vacante non superiori ai due anni o non storicamente accertati.
- William J. Quarter † (28 novembre 1843 - 10 aprile 1848 deceduto)
- James Oliver Van de Velde, S.I. † (3 ottobre 1848 - 29 luglio 1853 nominato vescovo di Natchez)
- Anthony O'Regan † (9 dicembre 1853 - 2 maggio 1858 dimesso[13])
- James Duggan † (21 gennaio 1859 - 10 settembre 1880 dimesso)
- Patrick Augustine Feehan † (10 settembre 1880 - 12 luglio 1902 deceduto)
- James Edward Quigley † (8 gennaio 1903 - 10 luglio 1915 deceduto)
- George William Mundelein † (9 dicembre 1915 - 2 ottobre 1939 deceduto)
- Samuel Alphonsius Stritch † (27 dicembre 1939 - 1º marzo 1958 nominato pro-prefetto della Congregazione di Propaganda Fide)
- Albert Gregory Meyer † (19 settembre 1958 - 9 aprile 1965 deceduto)
- John Patrick Cody † (14 giugno 1965 - 25 aprile 1982 deceduto)
- Joseph Louis Bernardin † (8 luglio 1982 - 14 novembre 1996 deceduto)
- Francis Eugene George, O.M.I. † (7 aprile 1997 - 20 settembre 2014 ritirato)
- Blase Joseph Cupich, dal 20 settembre 2014

## Statistiche
L'arcidiocesi nel 2023 su una popolazione di 5.980.000 persone contava 2.093.000 battezzati, corrispondenti al 35,0% del totale.
| anno | popolazione | popolazione | popolazione | presbiteri | presbiteri | presbiteri | presbiteri                | diaconi | religiosi | religiosi | parrocchie |
| anno | battezzati  | totale      | %           | numero     | secolari   | regolari   | battezzati per presbitero | diaconi | uomini    | donne     | parrocchie |
| ---- | ----------- | ----------- | ----------- | ---------- | ---------- | ---------- | ------------------------- | ------- | --------- | --------- | ---------- |
| 1950 | 1 706 000   | 4 276 000   | 39,9        | 2 193      | 1 199      | 994        | 777                       |         | 994       | 387       | 393        |
| 1959 | 2 027 243   | 4 687 889   | 43,2        | 2 702      | 1 240      | 1 462      | 750                       |         | 1 867     | 8 603     | 439        |
| 1966 | 2 340 000   | 5 717 800   | 40,9        | 2 926      | 1 344      | 1 582      | 799                       |         | 2 231     | 9 606     | 453        |
| 1970 | 2 424 591   | 5 757 000   | 42,1        | 2 684      | 1 549      | 1 135      | 903                       |         | 1 460     | 8 331     | 461        |
| 1976 | 2 420 950   | 5 936 200   | 40,8        | 2 449      | 1 313      | 1 136      | 988                       | 228     | 1 689     | 5 847     | 452        |
| 1980 | 2 406 728   | 5 750 405   | 41,9        | 2 363      | 1 213      | 1 150      | 1 018                     | 400     | 1 740     | 5 040     | 449        |
| 1990 | 2 350 000   | 5 779 000   | 40,7        | 2 173      | 1 196      | 977        | 1 081                     | 537     | 1 542     | 4 561     | 416        |
| 1999 | 2 358 000   | 5 682 000   | 41,5        | 1 727      | 928        | 799        | 1 365                     | 612     | 1 366     | 3 176     | 378        |
| 2000 | 2 384 000   | 5 676 000   | 42,0        | 1 708      | 908        | 800        | 1 395                     | 611     | 1 316     | 3 223     | 378        |
| 2001 | 2 394 000   | 5 803 000   | 41,3        | 1 693      | 876        | 817        | 1 414                     | 618     | 1 333     | 3 340     | 378        |
| 2002 | 2 442 000   | 6 052 000   | 40,4        | 1 788      | 870        | 918        | 1 365                     | 621     | 1 423     | 2 967     | 378        |
| 2003 | ?           | 6 047 000   | ?           | 1 737      | 851        | 886        | ?                         | 624     | 1 410     | 2 806     | 374        |
| 2004 | 2 442 000   | 6 104 000   | 40,0        | 1 781      | 944        | 837        | 1 371                     | 632     | 1 335     | 2 618     | 373        |
| 2006 | 2 348 000   | 6 021 000   | 39,0        | 1 682      | 895        | 787        | 1 395                     | 632     | 1 272     | 2 397     | 366        |
| 2009 | 2.364.000   | 6.062.000   | 39,0        | 1.698      | 909        | 789        | 1.392                     | 646     | 1.186     | 2.067     | 359        |
| 2010 | 2.383.000   | 6.111.000   | 39,0        | 1.692      | 905        | 787        | 1.408                     | 643     | 1.162     | 1.966     | 357        |
| 2013 | 2.438.000   | 6.251.000   | 39,0        | 1.559      | 862        | 697        | 1.563                     | 660     | 1.048     | 1.739     | 356        |
| 2016 | 2.497.000   | 6.390.000   | 39,1        | 1.537      | 914        | 623        | 1.624                     | 652     | 962       | 1.536     | 351        |
| 2019 | 2.183.000   | 5.900.365   | 37,0        | 1.398      | 867        | 531        | 1.561                     | 653     | 804       | 1.296     | 336        |
| 2021 | 2.163.000   | 5.847.000   | 37,0        | 1.357      | 846        | 511        | 1.593                     | 639     | 768       | 992       | 290        |
| 2023 | 2.093.000   | 5.980.000   | 35,0        | 1.269      | 758        | 511        | 1.649                     | 627     | 750       | 1.068     | 221        |

## Altri progetti

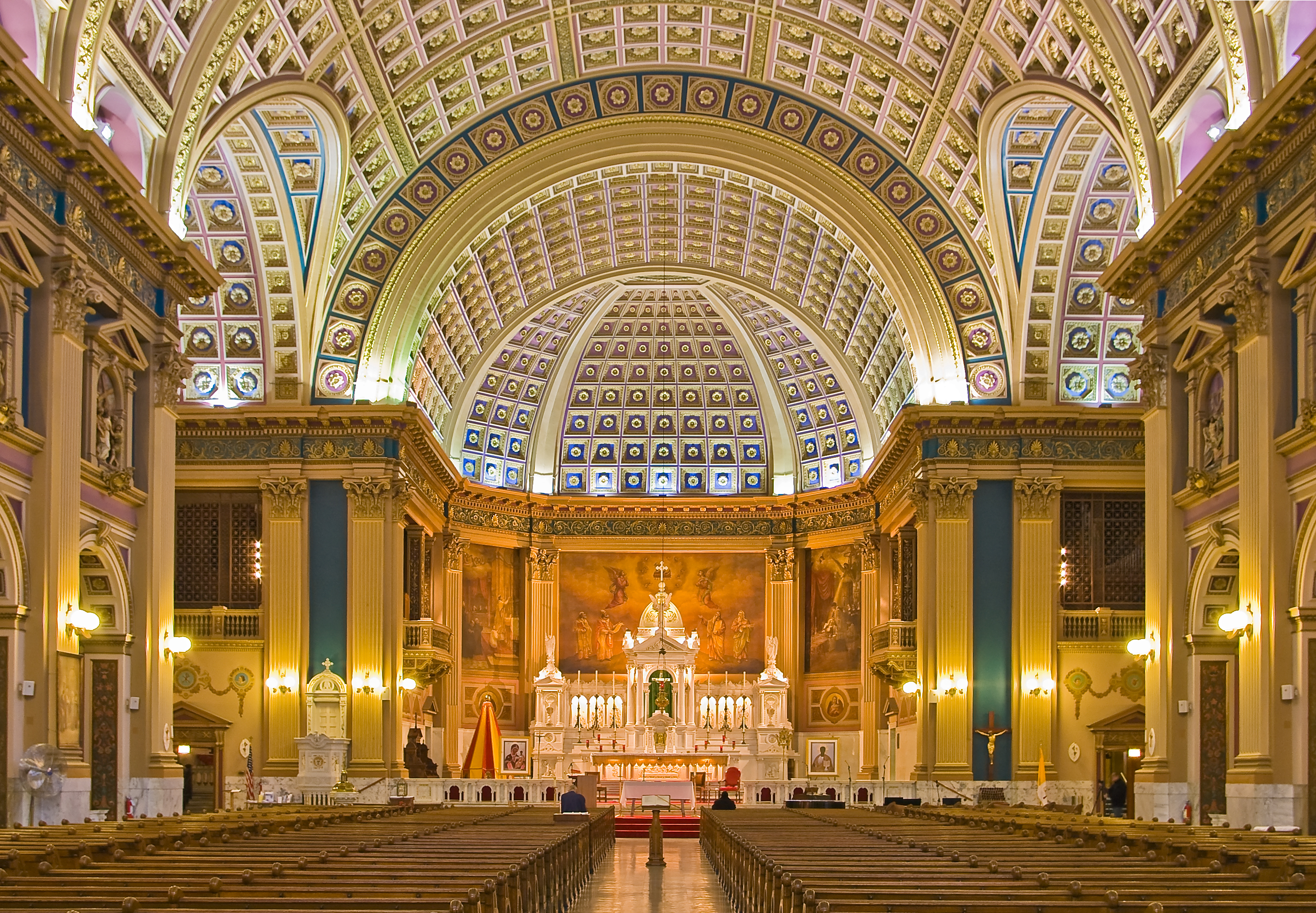
L'interno del santuario della Madonna Addolorata a Chicago.